# 高い丘の歌
『高い丘の歌』（たかいおかのうた、A Song of the High Hills）は、フレデリック・ディーリアスが作曲した合唱曲。

## 概要
この曲は1911年作曲で、初演は1920年2月26日にロンドンのクイーンズ・ホールにおけるロイヤル・フィルハーモニック協会主催の演奏会で行われた。初演の布陣はアルバート・コーツの指揮、独唱者はモード・ウィルビー（Maud Willby）とノーマン・ストーン（Norman Stone）であり、合唱は新しく設立されたフィルハーモニック合唱団が受け持ち、同団を創設したチャールズ・ケネディー・スコットが合唱指揮者として初めて公に姿を現した。この曲は交響的に作られており、合唱は主に歌詞を持たずに響きを支えるものとして用いられている。ディーリアス自身の説明によると
私は高い山々での楽しみ、有頂天な感情の表現、そして頂上において広大な視界の広がりの中にいる寂しさ、憂鬱の描写を試みた。声楽パートは、大自然の中にいる人間を象徴しているのである。
トーマス・ビーチャムはこの曲を「大胆な規模を持ち、全曲を通して揚々たる想像力が見られる」ディーリアスの主要曲と位置づけている。また、彼はこの曲がディーリアスの過渡期にある作品で、「海流」で描かれたような人間の感受性から離れ、「風景そのものが湧き出るかのような素晴らしい音の奔流を生み出す、声楽と器楽による音とこだまの魅惑の連なり」を獲得した「ある種の峻厳な流儀」へと移行していると述べている。「（略）これまでの我々にはなじみのない、非人間的な厳格さという要素があった。作曲者は人類の喜びや悲しみを解釈するのに疲れ、ただ自然のみを静かに見つめるに至ったかのようである。」
ビーチャムはこの作品を1946年11月22日に録音している。この時はソプラノがフレダ・ハート（Freda Hart）で、テノールがレスリー・ジョーンズ、ルートン（Luton）合唱協会の合唱、ロイヤル・フィルハーモニー管弦楽団の演奏であった。この録音は78回転、33回転のレコードとして世に出された。

## 楽器編成
フルート3（1人はピッコロ持ち替え）、オーボエ2、イングリッシュホルン1、クラリネット3、バスクラリネット、ファゴット3、サリュソフォーンもしくはコントラファゴット1、ホルン6、トランペット3、トロンボーン3、テューバ1、ティンパニ（3人）、打楽器（大太鼓、グロッケンシュピール、シンバル）、チェレスタ1、ハープ2、合唱、弦五部